# Loch Ewe

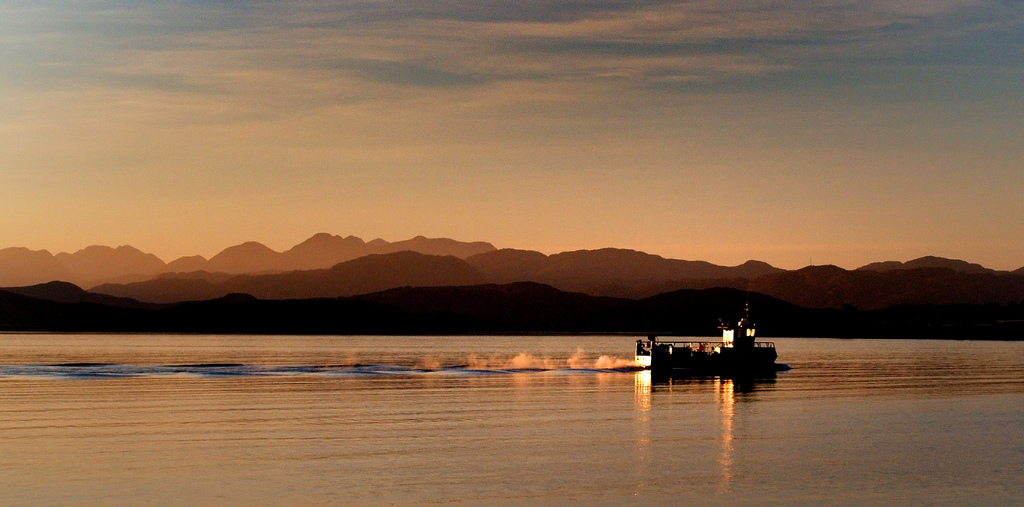
Tramonto sul Loch Ewe

Il Loch Ewe (in gaelico scozzese: Loch Iùbh) è una baia dell'Oceano Atlantico, situata nella Scozia nord-occidentale e, più precisamente, nella regione del Wester Ross (Highland).

## Geografia
Questo loch marino si trova tra due penisole e misura 16 km in lunghezza
Suo principale immissario è il fiume Ewe (che nasce dal Loch Maree) e suo principale emissario è The Minch.
Principale centro abitato lungo il loch è Poolewe.

### Isole
- Isola di Ewe[1]

## Storia
Tra il 1941 e il 1942, nel corso della seconda guerra mondiale stazionarono sul Loch Ewe alcuni convogli militari in partenza per la Russia artica.
Nel 1963 fu realizzato lungo il Loch Ewe un deposito petrolifero della NATO.

## Luoghi d'interesse lungo il Loch Ewe
- Inverewe Garden, giardino botanico nei dintorni di Poolewe